# Giuntina di rime antiche
La cosiddetta Giuntina di rime antiche, che ha per titolo Sonetti e canzoni di diversi antichi autori toscani in dieci libri raccolte, è un'antologia di testi poetici italiani del Duecento, curata dal fiorentino Bardo Segni e pubblicata il 6 luglio 1527 a Firenze dall'editore Bernardo Giunti, da cui l'appellativo di Giuntina. Tale raccolta dimostra come nel Cinquecento si stesse sviluppando una corrente letteraria tesa alla rivalutazione della poesia lirica duecentesca, i cui padri erano ancora ben presenti nella tradizione e rappresentavano un modello.

## Contenuto
Come annunciato sotto il titolo sul frontespizio, il volume contiene rime di Dante Alighieri (libri quattro), di Cino da Pistoia (libro uno), di Guido Cavalcanti (libro uno), di Dante da Maiano (libro uno), di Guittone d'Arezzo (libro uno) e altre «senza nome d'autore» (libro uno, ma in realtà si tratta di due libri). Il libro nono, Canzoni e ballate di diversi autori, comprende componimenti di autori di cui si fa il nome, quali Franceschino degli Albizzi, Fazio degli Uberti, Lapo Gianni, Guido Guinizelli, Bonagiunta Orbicciani, Iacopo da Lentini, Guido delle Colonne, Pier delle Vigne, mentre il libro decimo, Canzoni antiche di autori incerti, comprende componimenti anonimi. Segue un libro XI di Sonetti de i sopradetti autori mandati l'uno a l'altro.
La Giuntina del 1527 «non è la riproduzione materiale d'un codice, ma un'edizione critica, fatta col riscontro di più testi». Tra questi si annovera il canzoniere Palatino (già codice Palatino 418) della Biblioteca Nazionale Centrale di Firenze, databile alla fine del secolo XIII.
I testi raccolti nella Giuntina provengono dalla Raccolta Aragonese e da altri canzonieri oggi perduti.
La Raccolta Aragonese è anch'essa una raccolta di testi curata da Angelo Poliziano realizzata nel 1476-1477, per volere del sovrano Federico d'Aragona che chiese a Lorenzo de' Medici una raccolta di testi; il Magnifico dette il compito al Poliziano.
È necessario però precisare che la diffusione dei testi è sempre stata molto fiorente: i poeti della Magna Curia di Federico II, in Sicilia erano a conoscenza dei testi della lirica trobadorica. Nel Nord Italia i trovatori erano presenti in modo capillare nelle corti e gli stessi, per il loro carattere "pellegrino" girovagavano tra i vari signori (basti pensare all'inventore del corpus di vidas e razós Uc de Saint-Circ).
Nel 1529 verrà allestita da Lorenzo Bartolini la Raccolta Bartoliniana; l'opera è complementare alla Giuntina, in quanto è in possesso di manoscritti che non erano in possesso del gruppo guidato da Bardo Segni.

## Edizioni
- Sonetti e canzoni di diversi antichi autori toscani in dieci libri raccolte, Impresso in Firenze, per li heredi di Philippo di Giunta, nell'anno del Signore MD.XXVII adi VI del mese di Luglio.[2]
- Rime di diversi antichi autori toscani in dieci libri raccolte, Stampata in Vinegia, per Io. Antonio e fratelli da Sabio, nell'anno del Signore MDXXXII.
- Sonetti e canzoni di diversi antichi autori toscani in dieci libri raccolte, oltre un libro di sonetti de' medesimi e di altri autori mandati l'uno a l'altro, colla varia lezzione di alcuni luoghi de' quattro primi libri e della Canz. dell'amore di Guido Cavalcanti, altra volta mandate alla luce dagli eredi di Filippo di Giunta nell'anno del Signore MDXXVII in questa nuova impressione diligentemente ricorrette, In Firenze, [a spese di Elaumene Loppagi], 1727.